# Alla buon'ora Jeeves!
Alla buon'ora, Jeeves! (titolo originale in lingua inglese: Right Ho, Jeeves) è un romanzo umoristico del 1934 dello scrittore inglese Pelham Grenville Wodehouse.

## Storia editoriale
Alla buon'ora, Jeeves! è il secondo romanzo di Wodehouse con i personaggi del ciclo "Jeeves"; la trama fu abbozzata da Wodehouse già attorno al 1933, mentre stava lavorando a Grazie, Jeeves. Nella "Prefazione" a Grazie, Jeeves, Wodehouse afferma che è suo «costume stendere circa 400 pagine di appunti prima di iniziare la stesura».  Alla buon'ora Jeeves! (Right Ho, Jeeves) fu pubblicato in volume per la prima volta nel Regno Unito (UK) il 5 ottobre 1934 da Herbert G. Jenkins e negli Stati Uniti (USA) il 15 ottobre 1934 a Boston da Little, Brown and Company con il titolo Brinkley Manor. Il volume era dedicato «A Raymond Needham K. C. con affetto e ammirazione». Needham era un avvocato che aveva assistito Wodehouse in una controversia fiscale e, secondo Richard Usborne, aveva poi dovuto dissuadere Wodehouse dal porre una dedica più audace («A Raymond Needham KC, che ha messo in fuga gli esattori delle tasse quando avevano posto i piedi sul mio collo e le mani nel mio portafoglio»). Prima di essere pubblicato in volume, anche Alla buon'ora Jeeves! era apparso a puntate su riviste, sia nel Regno Unito che negli Stati Uniti: fu pubblicato infatti a puntate dapprima nel settimanale statunitense The Saturday Evening Post, dal 23 dicembre 1933 al 27 gennaio 1934, con le illustrazioni di Henry Raleigh, quindi nel mensile britannico The Grand Magazine dall'aprile al settembre 1934.

Fu tradotto in lingua italiana da Cina Sacchi-Perego nel 1935 per la Bietti col titolo "Alla buonora Jeeves". Nelle successive edizioni della Bietti, a partire dal 1938, nel vocabolo «buonora» comparirà un apostrofo. Una nuova traduzione apparve nel 1985 per la Biblioteca Universale Rizzoli ad opera di Maria Buitoni Duca col titolo "Perfetto, Jeeves"; la traduzione della Buitoni Duca è stata utilizzata anche dagli editori Mursia e Polillo. Nel 2024, novant'anni dopo le prime edizioni in lingua inglese e italiana, è stata approntata una nuova edizione in italiano tradotta da Beatrice Masini per Sellerio.

## Trama
Bertie ritorna a Londra da Cannes, dove ha trascorso alcune settimane in compagnia di sua zia Dahlia e di sua cugina Angela. Durante l'assenza di Bertie, Gussie Fink-Nottle, un amico di vecchia data di Bertie, si è recato in casa di Bertie per chiedere consigli a Jeeves. Infatti Gussie, un giovane molto timido, si è innamorato di Madeline Bassett — ragazza graziosa ma eccessivamente sentimentale con cui Bertie è stato fidanzato per breve tempo in passato — ma non ha il coraggio di dichiararsi. Bertie è però infastidito dal fatto che i suoi amici chiedano consigli a Jeeves, anziché a lui; è convinto di poter risolvere egli stesso il problema di Gussie e ordina a Jeeves di non intromettersi più.
La zia Dahlia chiede a Bertie di venire a Brinkley Court, la casa di campagna della famiglia Travers nei pressi della cittadina di Market Snodsbury (Worcestershire): Bertie dovrà distribuire i premi agli studenti meritevoli della locale Grammar school. Saputo dalla zia che fra gli ospiti di Brinkley Court c'è anche Madeline Bassett, Bertie invia a Brinkley Court Gussie con il compito sia di corteggiare Madeline, sia di distribuire i premi scolastici agli studenti della scuola locale, compito quest'ultimo che Bertie ritiene molto spiacevole e non ha pertanto intenzione di svolgere. Poco dopo, però, Zia Dahlia, richiede la presenza di Bertie sia per ricevere aiuto nei tentativi di far finanziare dal proprio marito Tom Travers la rivista Milady's Boudoir da lei diretta, sia affinché Bertie la aiuti a fronteggiare l'indesiderata e imprevista rottura del fidanzamento fra sua figlia Angela e Tuppy Glossop, un altro amico di Bertie. Bertie si reca a Brinkley Court e affronta le varie crisi (l'amore di Gussie per Madeline, le preoccupazioni finanziarie della zia, i tentativi di Tuppy di riconquistare Angela) dando ai personaggi coinvolti lo stesso consiglio: fingere di aver perso l'appetito e non mangiare per impietosire la controparte. Tutti seguono il suo consiglio; ma Anatole, lo straordinario cuoco della famiglia Travers, mortificato per l'epidemia di inappetenza, si licenzia. Zia Dahlia incolpa Bertie per questo disastro. Bertie cerca inoltre di sondare i sentimenti di Madeline per Gussie: scopre che in realtà Madeline è innamorata anch'essa di Gussie, ma che al contempo la ragazza, fraintendendo l'intervento di Bertie, crede che anche quest'ultimo sia innamorato di lei. Poco dopo, all'insaputa di Bertie, il timido Gussie dichiara il suo amore a Madeline. Bertie, che ignora l'avvenuto fidanzamento di Gussie e Madeline, nel tentativo di spronare il timido giovane, aggiunge di nascosto dell'alcol nel succo di arancia, la bevanda preferita dall'astemio Gussie.
Gussie, che ha bevuto troppo succo di arancia addizionato con alcol, si ubriaca: durante la cerimonia di consegna dei premi agli scolari meritevoli fa discorsi senza senso e spesso offensivi per le autorità o i ragazzi premiati. Madeline, disgustata, rompe il fidanzamento con Gussie e dichiara a Bertie che è pronta a sposarlo. La prospettiva di vivere accanto alla melensa Madeline terrorizza Bertie, ma il suo codice personale di comportamento cavalleresco non gli permette di respingere le profferte della giovane. Nel frattempo, Gussie, ancora ubriaco, per vendicarsi di Madeline fa una proposta di matrimonio ad Angela, la quale accetta per far dispetto a Tuppy. Tuppy, geloso e infuriato, va alla ricerca di Gussie per ucciderlo. Per Bertie la situazione è ormai fuori controllo e scongiura Jeeves di intervenire. Jeeves risolve rapidamente e ingegnosamente tutti i problemi: Angela e Tuppy si riconciliano, Gussie e Madeline si fidanzano nuovamente, Anatole ritira le sue dimissioni, zia Dahlia riceve dal marito un assegno di 500 sterline per salvare la sua rivista. Bertie ha appreso la lezione e dichiara che da quel momento in poi Jeeves avrà piena libertà d'azione.

## Personaggi
Bertie Woosterl'io narrante. Come nelle precedenti opere di Wodehouse della serie Jeeves, Bertie è un giovin signore tollerante, ligio a un codice etico-cavalleresco, fedele alle amicizie; è stato compagno di scuola di Gussie Fink-Nottle, è membro del "Drones Club"
Jeevesvalletto di Bertie Wooster, in precedenza alle dipendenze del defunto Lord Brancaster, erudito, ingegnoso, ma anche ostinato
Dahlia Traverszia schietta e cordiale di Bertie, moglie di Tom Travers, madre di Angela, dirige il settimanale femminile Milady's Boudoir
Angela Traversfiglia di Tom e Dahlia Travers, cugina di Bertie, fidanzata di Tuppy Glossop
 Hildebrand (Tuppy) Glossopnipote di Roderick Glossop, cugino di Honoria Glossop, fidanzato con Angela Travers, membro del "Drones Club"
Tom Traversmarito di Zia Dahlia, collezionista di oggetti antichi di argento, molto ricco, non ama molto spendere
Augustus (Gussie) Fink-Nottletimido studioso del comportamento di tritoni e salamandre, già compagno di scuola di Bertie, vive in un piccolo villaggio nel Lincolnshire, ama Madeline Bassett
Madeline Bassettragazza graziosa ma eccessivamente sentimentale con cui Bertie è stato fidanzato per breve tempo in passato; fidanzata di Gussie Fink-Nottle, è convinta di essere amata da Bertie, che in realtà la detesta. Alla fine si riappacifica con Gussie.
Anatoleincomparabile chef francese di zia Dahlia
Seppingsmaggiordomo a Brinkley Court, la casa di campagna della famiglia Travers
Waterburyautista a Brinkley Court

## Critica
Come nel romanzo immediatamente precedente (Grazie, Jeeves) anche in Alla buon'ora Jeeves! la trama è sostenuta dal conflitto fra Bertie e Jeeves. Kristin Thompson si riferisce a questi due romanzi come il "periodo ribelle" di Bertie, che termina quando Jeeves riafferma la sua autorità alla fine di Alla buon'ora Jeeves!. Nei successivi romanzi della serie "Jeeves" la risoluzione dei problemi sarà più episodica.
Per il linguista Robert Anderson Hall, anche in  Alla buon'ora Jeeves! la maggior fonte di ilarità è il linguaggio, in particolare l'uso di spoonerismi e metatesi e il ricorso all'ipallage.
Accanto ai tradizionali "temi edoardiani" (per esempio, i riferimenti al Drones Club), in Alla buon'ora Jeeves! ci sono riferimenti a eventi contemporanei al periodo in cui fu scritto il romanzo, tipico del dispositivo floating timeline a cui ricorre Wodehouse nella serie "Jeeves". Ad esempio, nel capitolo 17, Bertie fa un riferimento agli esperimenti di fissione nucleare che avvenivano nel 1933-1934:
(P. G. Wodehouse, Alla buon'ora Jeeves!, traduzione di Cina Sacchi-Perego, Milano, Bietti, 1976, p. 201)
Nel 1996 John le Carré ha inserito questo romanzo nell'elenco dei suoi romanzi preferiti, affermando: «Nessuna biblioteca, per quanto umile, è completa senza la sua copia benedetta di "Right Ho, Jeeves", di P.G. Wodehouse, che contiene l'immortale scena di Gussie Fink-Nottle, ubriaco fradicio, che consegna i premi agli esultanti studenti della Market Snodsbury Grammar School» Anche Stephen Fry, in un articolo intitolato "What ho! My hero, PG Wodehouse" pubblicato sull'Independent del 18 gennaio 2000, sottolinea la popolarità del romanzo, e in particolare l'episodio della premiazione: «L'episodio magistrale in cui Gussie Fink-Nottle consegna i premi alla Market Snodsbury Grammar School è contenuto spesso nelle antologie della grande letteratura comica ed è stato spesso descritto come il brano più divertente della narrativa scritta. Vi esorto, tuttavia, a recarvi in una biblioteca o in una libreria per procurarvi il romanzo completo, dove potrete leggerlo nel contesto: scoprirete che prende vita ancora più magnificamente»

## Edizioni

### Originali
- (EN) Right Ho, Jeeves, 1ª ed., London, Herbert G. Jenkins, 1934, ISBN 0214653609.
- (EN) Brinkley Manor, 1ª ed., Boston, Little, Brown and Company, 1934.
- (EN) P G Wodehouse, What Ho! The Best of Wodehouse, Introduction by Stephen Fry, London, Random House, 2011  [2000], ISBN 978-0099551287.

### Traduzioni
- Alla buonora Jeeves! romanzo umoristico inglese, collana Nuovissima collezione letteraria; 100, traduzione di Cina Sacchi-Perego, 1ª ed., Milano, Bietti, 1935.
- Alla buon'ora Jeeves!, collana NS, traduzione di Cina Sacchi-Perego, revisione di Claudio Redi, Milano, Bietti, 1976.
- Perfetto, Jeeves, collana Biblioteca Universale Rizzoli; 547, traduzione di Maria Buitoni Duca, Introduzione di Guido Fink, Milano, Rizzoli, 1985, ISBN 88-17-16547-6.
- Perfetto, Jeeves, collana Grande Universale Mursia (GUM), traduzione di Maria Buitoni Duca, 2ª ed., Milano, Mursia, 2007  [1993], ISBN 88-425-2682-7.
- Perfetto, Jeeves, collana Jeeves; 2, traduzione di Maria Buitoni Duca, Milano, Polillo, 2020  [2005], ISBN 88-81-54528-4.
- Alla buon'ora, Jeeves!, collana La memoria; 1312, traduzione di Beatrice Masini, Palermo, Sellerio, 2024, ISBN 978-88-389-4708-7.

### Fonti critiche
- (EN) Nigel Cawthorne, A Brief Guide to Jeeves and Wooster, London, Constable & Robinson, 2013, ISBN 978-1-78033-824-8.
- (EN) Daniel H. Garrison, Who's Who in Wodehouse, ampliata e corretta, London, Constable & Robinson, 1991  [1989], ISBN 1-55882-087-6.
- (EN) Robert A. Jr Hall, The Comic Style of P. G. Wodehouse, Hamden, Archon Books, 1974, ISBN 0-208-01409-8.
- (EN) David A. Jasen, P. G. Wodehouse: A Portrait of a Master, New York, Music Sales Corporation, 2002, ISBN 978-0-82567-275-0.
- (EN) Eileen McIlvaine, Louise S Sherby e James H Heineman, P.G. Wodehouse: A Comprehensive Bibliography and Checklist, New York, James H Heineman, 1990, ISBN 978-0-87008-125-5.
- (EN) Brian Taves, P.G. Wodehouse and Hollywood, London, McFarland & Company, 2006, ISBN 978-0-7864-2288-3.
- (EN) Kristin Thompson, Wooster Proposes, Jeeves Disposes or Le Mot Juste, New York, James H Heineman, 1992, ISBN 0-87008-139-X.
- (EN) Richard Usborne, Plum Sauce: A P. G. Wodehouse Companion, New York, Overlook Books, 2003, ISBN 15-8567-441-9.
- (EN) Gabriella Valentino, Italian Translations of the Works of P.G.Wodehouse: an Epistemic Approach. Doctoral thesis, Swansea, Swansea University, 2017.